# باسكال بيفرلي راندولف
يعد باسكال بيفرلي راندولف(8 أكتوبر 1825-29 يوليو 1875) طبيبًا مختلطًاً في الطب والتنجيم الروحاني ووسيط روحاني وكاتبًا. وربما قد يكون أول شخص قدم مبادئ الكيمياء المثيرة (الخيمياء) في أمريكا الشمالية. ووفقاً ل أي إي وايت A.E.Waite ، فيعتبر أنه نشأ أقدم منظمة الصليب الوردي المعروفة في الولايات المتحدة.

## النشأة
نشأ راندولف في مدينة نيويورك.[بحاجة لمصدر] كان رجلاً أسودًا حرًا، من نسل ويليام راندولف. كان والده ابن شقيق جون راندولف من رونوك ووالدته فلورا بيفرلي، التي وصفها لاحقًا بأنها من أصول مختلطة (الإنجليزية والفرنسية والألمانية والأمريكية الأصلية والملغاشية). ماتت والدته وهو صغير وتركه بلا مأوى ومفلس. هرب إلى البحر من أجل إعالة نفسه. منذ فترة مراهقته وحتى سن العشرين، عمل بحارًا.
عندما كان مراهقًا وشابًا، سافر راندولف كثيرًا بسبب عمله على متن السفينة الشراعية. سافر إلى إنجلترا، عبر أوروبا، وإلى أقصى الشرق حتى بلاد فارس، حيث دفعه اهتمامه بالروحانيات والتنجيم إلى الدراسة مع الممارسين المحليين للسحر الشعبي والديانات المختلفة. في هذه الرحلات التقى أيضًا وصادق علماء السحر والتنجيم في إنجلترا وباريس، فرنسا.

## مهنته
بعد عودته إلى مدينة نيويورك في سبتمبر 1855، بعد «جولة طويلة في أوروبا وإفريقيا»، ألقى محاضرة عامة للأمريكيين من أصل إفريقي حول موضوع الهجرة إلى الهند.
يعتقد راندولف أن «الزنجي محكوم عليه بالانقراض» في الولايات المتحدة.
بعد مغادرته البحر، انطلق راندولف في مهنة عامة كمحاضر وكاتب. بحلول منتصف العشرينات من عمره، ظهر بانتظام على خشبة المسرح كوسيط نشوة وأعلن عن خدماته كممارس روحي في المجالات المرتبطة بالروحانية. مثل العديد من الروحانيين في عصره، حاضر في صالح إلغاء العبودية. بعد التحرر، قام بتعليم محو الأمية للعبيدالمحررين في نيو أورلينز.
بالإضافة إلى، عمله كوسيط نشوة، تدرب راندولف كطبيب في الطب وكتب ونشر كتبًا خيالية وتعليمية بناءً على نظرياته في الصحة والجنس والروحانية والتنجيم. كتب أكثر من خمسين عملاً عن السحر والطب، وأنشأ شركة نشر مستقلة، وكان مروجًا متعطشًا لتحديد النسل في وقت كان فيه ذكر هذا المموضوع مخالفًا للقانون.
بعد أن استخدم الاسم المستعار "The Rosicrucian" لفترة طويلة لكتاباته الروحانية والتنجيم، أسس راندولف أخيرًا Fraternitas Rosae Crucis في عام 1858، وأول نزل لهم في سان فرانسيسكو في عام 1861، والتي تعتبر أقدم منظمة«للصليب الوردي» في الولايات المتحدة، والتي يعود تاريخها إلى عصر الحرب الأهلية الأمريكية. هذه المجموعة، التي لا تزال موجودة، تتجنب اليوم ذكر اهتمام راندولف بالسحر الجنسي، لكن نظرياته وتقنياته السحرية الجنسية شكلت أساسًا لكثير من تعاليم أخوية غامضة أخرى، الإخوان المحكمون في الأقصر،
على الرغم من عدم وضوح ذلك. كان راندولف نفسه مرتبطًا شخصيًا بجماعة الإخوان المسلمين.
كان راندولف مديرًا لمدرسة لويد جاريسون في نيو أورلينز عندما كتب في 14 تشرين الأول 1865 إلى جاريسون في بوسطن طالبًا المساعدة لمدرسته.

## معتقدات باسكال وعمله كمدرس
وصف راندولف نفسه بأنه روزيكروشياني. كان قد عمل «بمفرده إلى حد كبير»، وأنتج «توليفه الخاص» من «التعاليم الباطنية».الطريقة التي دمج بها راندولف الجنس في نظامه الغامض كانت تعتبر جرئية بشكل غير معهود في الفترة التي عاش فيها.

## قبل الآدمية
كان راندولف مؤمنًا بما قبل آدم (الاعتقاد بأن البشر كانوا موجودين على الأرض قبل آدم التوراتي) وكتب كتاب ما قبل العصر الآدمي: إظهار وجود الجنس البشري على الأرض منذ 100000 ألف سنة! تحت اسم
Griffin lee في عام 1863. كان كتابه مساهمة فريدة في ما قبل آدم لأنه لم قائمًا بشكل صارم على أسس كتابية. استخدم راندولف مجموعة واسعة من المصادر لكتابة كتابه من العديد من التقاليد العالمية المختلفة،
الباطنية والأديان القديمة. سافر راندولف إلى العديد من دول العالم حيث كتب أجزاء مختلفة من كتابه.
الكتاب يدعي أن آدم لم يكن الرجل الأول وأن الرجال ما قبل الآدميين كانوا موجودين في جميع القارات حول العالم منذ 35000 سنة إلى 100000 سنة. كان كتابه مختلفًا عن العديد من الكتابات الأخرى لمؤلفي ما قبل العصر الآدمي لأنه في كتاب راندولف يدعي أن ما قبل آدميين كانوا رجالًا متحضرين بينما جادل مؤلفون آخرون قبل آدم بأن ما قبل آدميين كانوا حيوانات أو بشر.

## الحياة الشخصية
رجل متجول، عاش في أماكن عديدة، بما في ذلك ولاية نيويورك ونيو أورلينز وسان فرانسيسكو وتوليدو بولاية أوهايو. تزوج من زوجته الأولى ماري جين (ولدت حوالي 1834 في أوتيكا)، في عام 1850 ؛ كانت أفريقية (أو ربما مختلطة الأعراق). معًا، أنجبا ثلاثة أطفال، نجا واحد منهم فقط (كورا، ممن مواليد 1854) حتى سن الرشد.
كانوا يمتلكون مزرعة في ستوكبريدج، نيويورك خلال خمسينيات القرن التاسع عشر، لكنهم باعوها في أبريل 1860 مقابل دولار واحد. عاشوا في وقت لاحق في أوتيكا، نيويورك، حيث عملت ماري جين «كمعالجة وموزعة للعلاجات الأمريكية الأصلية»، بالإضافة إلى مساعدة باسكال في نشر وبيع العديد من الكتب. انفصلا في يناير1864.
في وقت لاحق من حياته تزوج زوجته الثانية، كيت كورسون (1855ـ1938)، وهي امرأة إيرلندية أمريكية، وأنجب منها طفلًا واحدًا، أوزوريس بود (أو بوذا) راندولف (1874ـ 1929).{13} عمل كورسون كوسيط وعراف بالتعاون مع راندولف، ونشر العديد من كتبه، ولكن يبدو أن علاقتهما كانت متصاربة طوال مدتها. وبحسب ما ورد اكتشف أنها كانت على علاقة غرامية قبل وقت قصير من وفاته على ما يبدو بالانتحار عام 1875. بعد وفاته، واصل كورسون راندولف نشر أعماله تحت بصمة شركة راندولف للنشر حتى أوائل القرن العشرين.

## وفاة راندولف
توفي راندولف في توليدو، أوهايو، عن عمر يناهز 49 عامًا، في ظل ظروف متنازع عليها. وفقًا لكاتب السيرة الذاتية كارل إدوين ليندغرين، فقد تساءل الكثيرون عن ممقال الصحيفة «بيده الخاصة» الذي ظهر في صحيفة توليدو ديلي بليد. وفقًا لهذا المقال، توفي راندولف متأثرًا بجرح في رأسه. ومع ذلك، فإن العديد من كتاباته تعبر عن نفوره من الانتحار. سوينبيرن كليمر، المعلم الأعلى في وقت لاحق من Fraternitas، صرح أنه بعد سنوات من وفاة راندولف، في اعتراف فراش الموت، اعترف صديق سابق لراندولف أنه في حالة من الغيرة والجنون المؤقت، قتل راندولف. سجلات محكمة الوصايا في مقاطعة لوكوس تسرد الوفاة على أنها عرضية نجح راندولف في منصب السيد الأكبر الأعلى في Fraternitas، وفي ألقاب أخرى، من قبل خليفته المختار (فريمان ب.داود)

## التأثير والإرث
اثر راندولف على كل من المجتمع الثيوصوفي وـ بدرجة أكبرـ جماعة الإخوان المحكمين في الأقصر.
في عام 1994، لاحظ المؤرخ جوسكلين جودوين أن مؤرخي الباطنية قد أهملوا راندولف إلى حد كبير. في عام 1996، تم نشر سيرة ذاتية، باسشال بيفرلي راندولف: روحاني أمريكي أسود من القرن التاسع عشر، روزيكروشيان، وساحر الجنس بقلم جون باتريك ديفيني وفرانكلين روزمونت

## الأعمال المنشورة لباسكال بيفرلي راندولف
- وا غو ماه -1854
- لارا -1859
- السر الكبير -1860
- إزاحة الستار -1860
- التعامل مع الموتى -1861 (النسخة 2)
- حب الإنسان والتعامل مع الموتى -1861
- رجل ما قبل الآدمي - 1863
- «قصة رافاليت الرائعة» – 1863 تم الاسترجاع في 18/أكتوبر/2020
- "توم كلارك وزوجته، أحلامهما المزدوجة، والأشياء الغريبة التي حلت بهما؛ كونها قصة Rosicrucian (من قصص الصليب الوردي) -1863 . تم استرجاعها في 18/أكتوبر/ 2020
- حالة حزينة؛ خطأ عظيم! -1866
- بعد الموت؛ أو، رجل بلا جسد، الطبعة الأولى -1866
- «الاستبصار، كيفية إنتاجه»، دليل الاستبصار -1867
- بعد الموت؛ أو، رجل بلا جسد، الطبعة الثانية -1868
- الصيد! المرآة المغناطيسية -1870
- الحب وتاريخه الخفي -1869
- الحب والعاطفة الرئيسية -1870
- شرور عادة التبغ – 1872
- مولا الجديد! سر الوسطاء -1873
- الحب والمرأة والزواج -1874
- يوليس: تاريخ الحب -1874
- كتاب الترتيب الثلاثي -1875
- Magia Sexualis : الممارسات الجنسية من أجل القوة السحرية (نُشرت بعد وفاته)
- كما حرر راندولف كتاب الزعيم (بوسطن) ورسول النور (نيويورك) بين عامي 1852 و 1861 وكتب لمجلة التقدم والتلغراف الروحي{16}
- كما يُنسب إلى راندولف «الكيمياء العاطفية وكيف تعمل» (حوالي 1870)